# Carl Schwaner
Carl Anton Ludwig Maria Schwaner (* 16. Februar 1817 in Mannheim; † 30. März 1851 in Batavia, Niederländisch-Indien (heutiger Name: Jakarta, Indonesien)) war ein deutscher Geologe und Forschungsreisender.

## Leben
Schwaner studierte Mineralogie und Geologie an der Ruprecht-Karls-Universität Heidelberg und der Rheinischen Friedrich-Wilhelms-Universität. 1838 wurde er im Corps Guestphalia Bonn aktiv. Nach seiner Promotion zum Dr. phil. wurde er Anfang 1842 auf Empfehlung von Coenraad Jacob Temminck zum Mitglied der Naturwissenschaftlichen Kommission in Niederländisch-Indien ernannt. Als Prospektor sollte er im späteren Indonesien nach Bodenschätzen und Steinkohlelagern suchen. Ab Ende 1843 erforschte er Borneo. Vom 2. November 1847 bis zum 2. Februar 1848 durchquerte er als erster Europäer die Inselmitte von Banjarmasin nach Pontianak über die zentrale Wasserscheide hinweg. Er betrieb ethnologische, zoologische, botanische, topografische und geologische Studien. In Fortführung früherer Expeditionen untersuchte er die Schiffbarkeit des Barito und anderer Flüsse.
Im Frühjahr 1848 zur Auswertung seiner Aufzeichnungen nach Batavia (Niederländisch-Indien) zurückgekehrt, gründete er die Koninklijke Natuurkundige Vereeniging in Nederlandsch Indië. Ende 1850 erhielt er den Auftrag, den Südosten Borneos zu erforschen. Wahrscheinlich an Malaria starb Schwaner mit 34 Jahren vor dem Aufbruch.
Schwaners Aufzeichnungen wurden großenteils erst postum veröffentlicht, der Nachlass versteigert. Nur weniges gelangte in das Reichsmuseum für Völkerkunde. Wohl deshalb geriet der erste große Erforscher Borneos bald in Vergessenheit. Gustaaf Adolf Frederik Molengraaff bereiste Borneo 50 Jahre später und benannte das Gebirge im Südwesten der Insel nach Schwaner.

## Publikationen

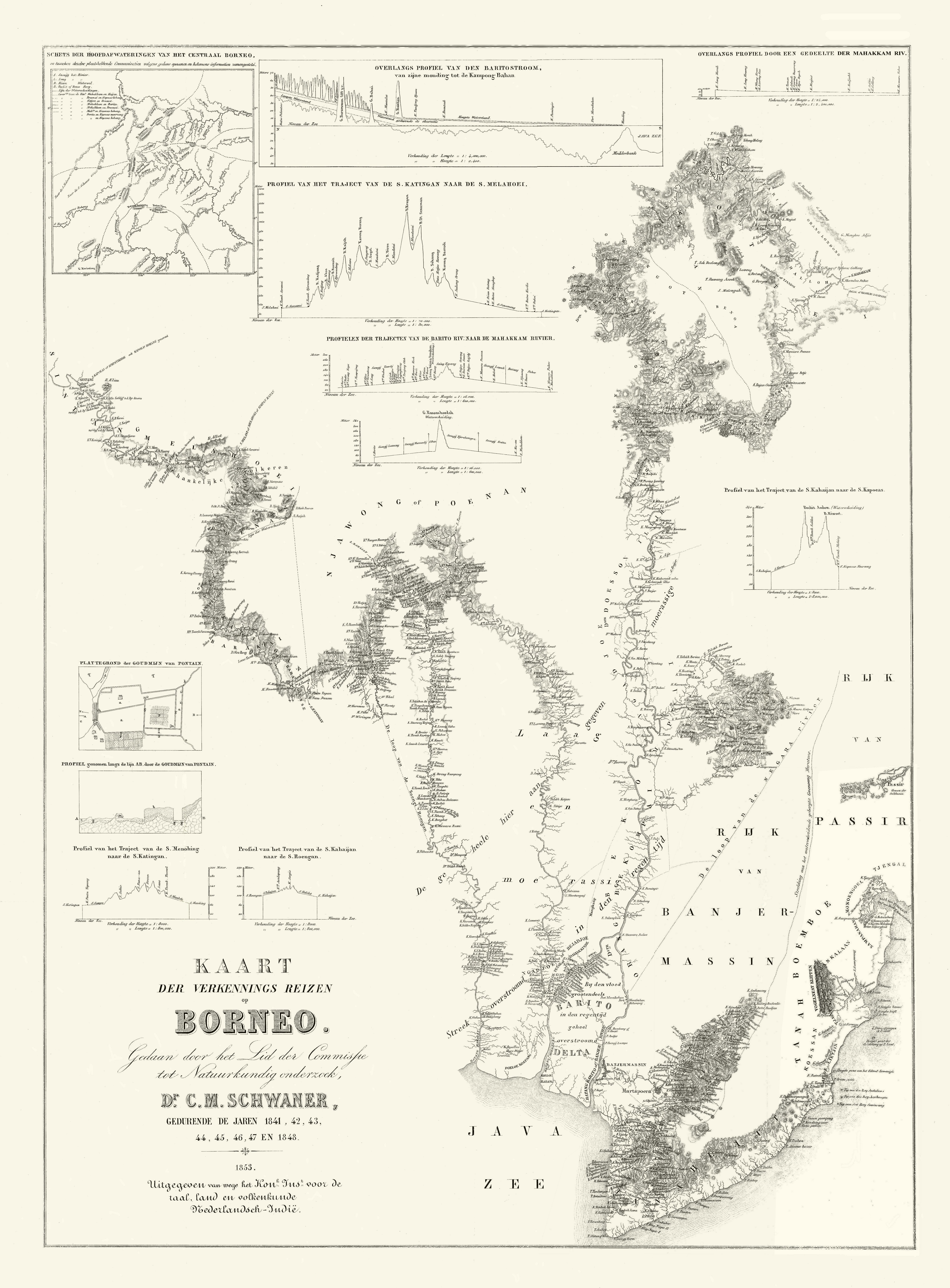
Kaart der verkennings reizen op Borneo

- Iets omtrent de Borneosche steenkolen. In: Indisch Archief. I, Batavia 1850, Teil II, S. 152–157.
- Resultaten van een onderzoek naar den Baritostroom, ten opzigte zijner bevaarbaarheid voor grootere vaartuigen. In: Indisch Archief. I, Batavia 1849, S. 394–410.
- Reis naar, en aanteekeningen betreffende de steenkolen van Batoe Belian (Zuid-Oostkust van Borneo), door C. M. Schwaner, in leven Lid der Natuurkundige kommissie in Nederlandsch Indiĕ; bewerkt door Dr. J. H. Croockewit Hz. – In: Natuurkundig Tijdschrift voor Nederlandsch Indiĕ, derde Jaargang, Batavia, Lange & Co., 1852. S. 673–688.
- Geologische uitstapjes in de omstreken van Buitenzorg, voornamelijk op den Salak. door (wijlen) C. M. Schwaner. - In: Natuurkundig Tijdschrift voor Nederlandsch Indiĕ. Nieuwe serie. Deel II, Batavia, Lange & Co., 1853. S. 369–426.
- Aanteekeningen betreffende eenige maatschappelijke instellingen en gebruiken der Dajaks van Doesson (1), Moeroeng (2) en Siang (3), aangetroffen onder de bij het Gouvernement van Ned. Indiĕ berustende papieren van C. M. Schwaner, in leven lid der Natuurkundige kommissie in N. Indiĕ. Nader bewerkt door Dr. J. H. Croockewit Hz. - In: Tijdschrift voor Indische Taal-, Land- en Volkenkunde, uitgegeven door het Bataviaasch Genootschap van Kunsten en Wetenschappen. Deel I. Batavia, Lange & Co., 1853. S. 201–234.
- Historische, geographische en statistieke aanteekeningen betreffende Tanah Boemboe, aangetroffen bij het Gouvernement van Ned. Indiĕ berustende papieren van C. M. Schwaner, in leven lid der Natuurkundige kommissie in N. Indiĕ, bewerkt door H. von Dewall en E. Netscher. – In: Tijdschrift voor Indische Taal-, Land- en Volkenkunde, uitgegeven door het Bataviaasch Genootschap van Kunsten en Wetenschappen. Deel I. Batavia, Lange & Co., 1853. S. 335–371.
- Das erste Dampfschiff in Mandawe. In: S. Friedmann (Hrsg.): Die Ostasiatische Inselwelt: Land und Leute von Niederländisch-Indien, den Sunda-Inseln, den Molukken sowie Neu-Guinea. 1. Band: Das Tropen-Eiland Java. Spamer, Leipzig 1868, S. 132 (eingeschränkte Vorschau in der Google-Buchsuche).

Schwaners Hauptwerk:
- Borneo. Beschrijving van het stroomgebied van den Barito en reizen langs eenige voorname rivieren van het zuid-oostelijk gedeelte van dat eiland door Dr. C. A. L. M. Schwaner. op last van het Gouvernement van Nederl: Indie gedaan in de Jaren 1843–1847. met Platen en eene Kaart. Amsterdam, Uitgegeven van wege het Koninklijke Instituut voor de taal, land en volkenkunde van Neerl.-Indiɵ̃. Te Amsterdam, bij P. N. van Kampen, 1853–1854. 2 Bände. (2), 234; (XIV), 200 S., mit 2 chromolithogr. Vignetten auf den Titelblättern, 2 chromolithogr. Titelbildern und 22 chromolithogr. Tafeln (tlw. von Tonplatte) nach Auguste van Pers und Heinrich von Gaffron, lithographiert bei C. W. Mieling. Mit einer mehrfach gefalteten Karte (siehe unten).
Postum herausgegeben vom Sekretär des Instituts, Prof. Jan Pijnappel Gz..
Ausführliche Rezension dieses Hauptwerks in: Zeitschrift für allgemeine Erdkunde, hrsgg. von K. Neumann. Neue Folge. Zweiter Band. Berlin, Verlag von Dietrich Reimer, 1857, S. 282–285. Digitalisat: digizeitschriften.de (abgerufen am 15. Mai 2016).

Aus diesem Werk
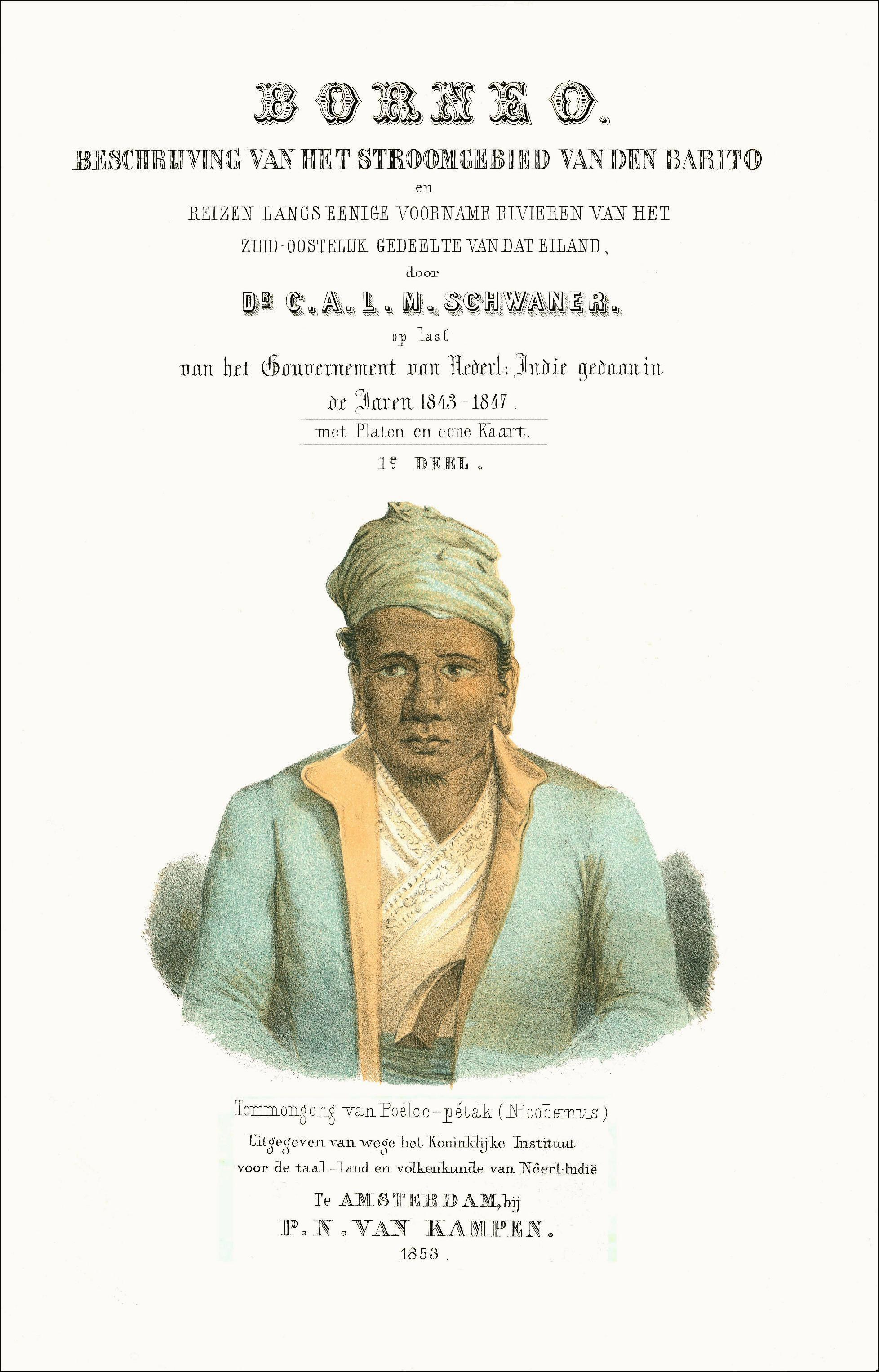
Titelblatt des ersten Bandes
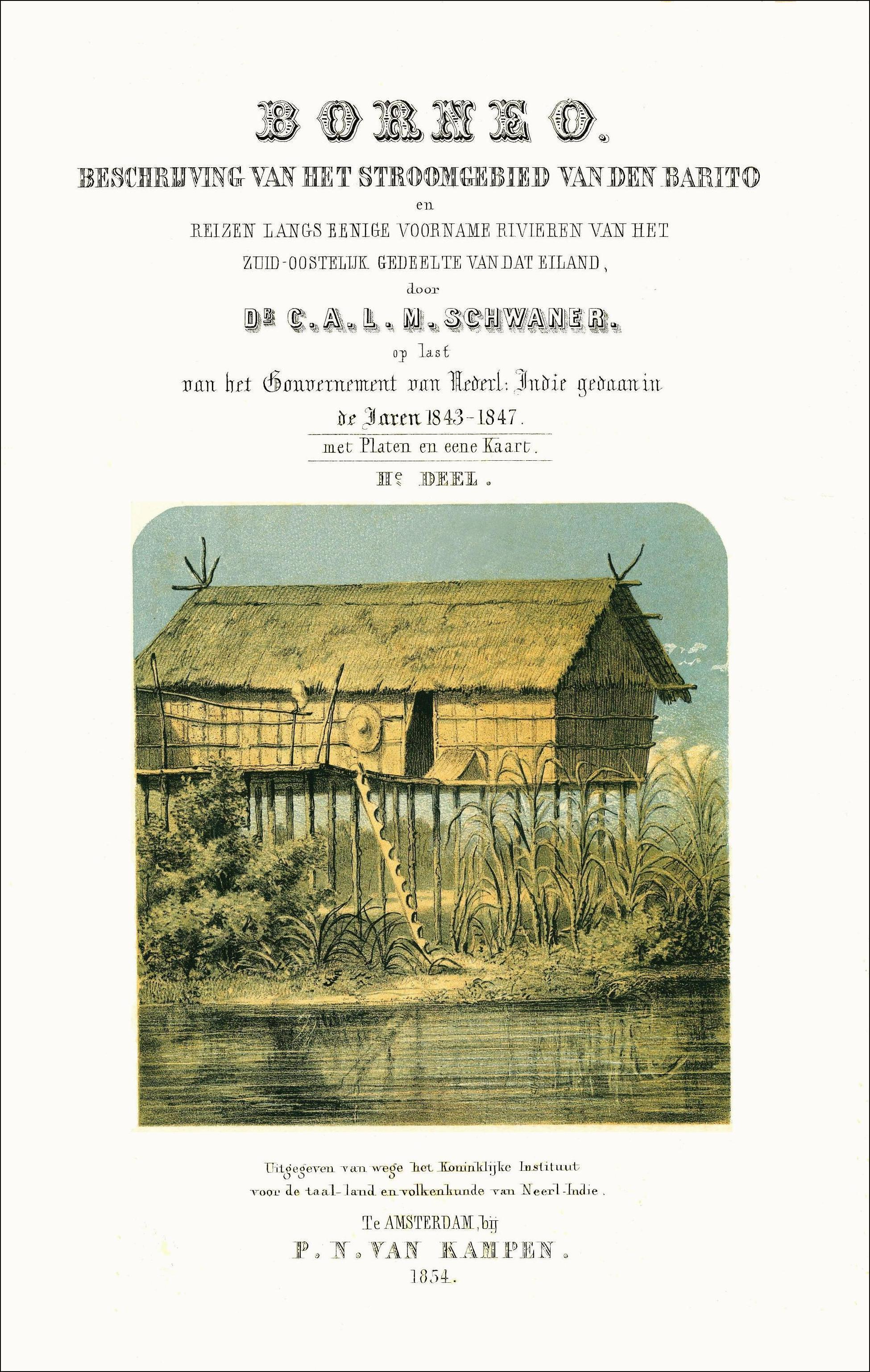
Titelblatt des zweiten Bandes
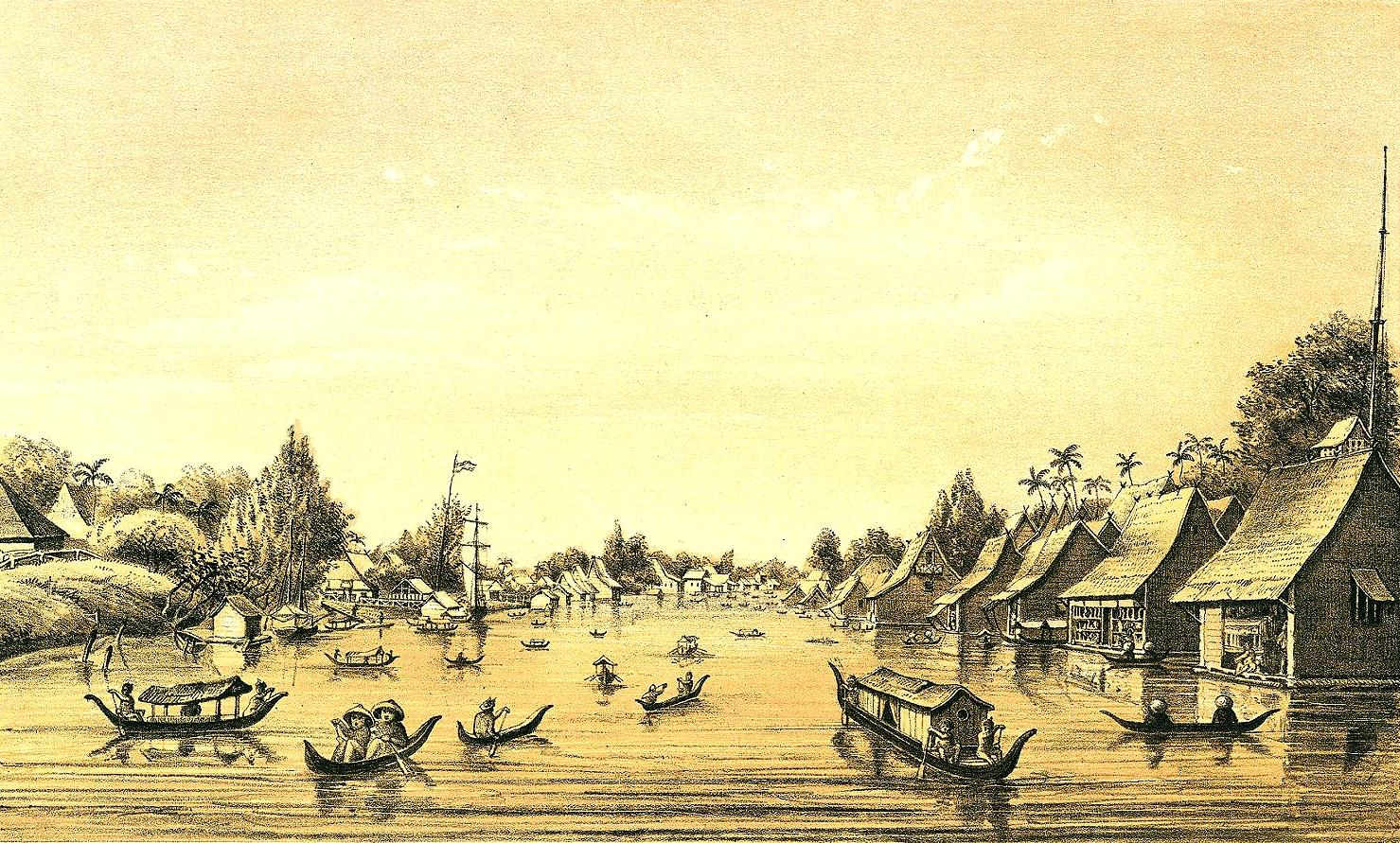
Bandjermassin
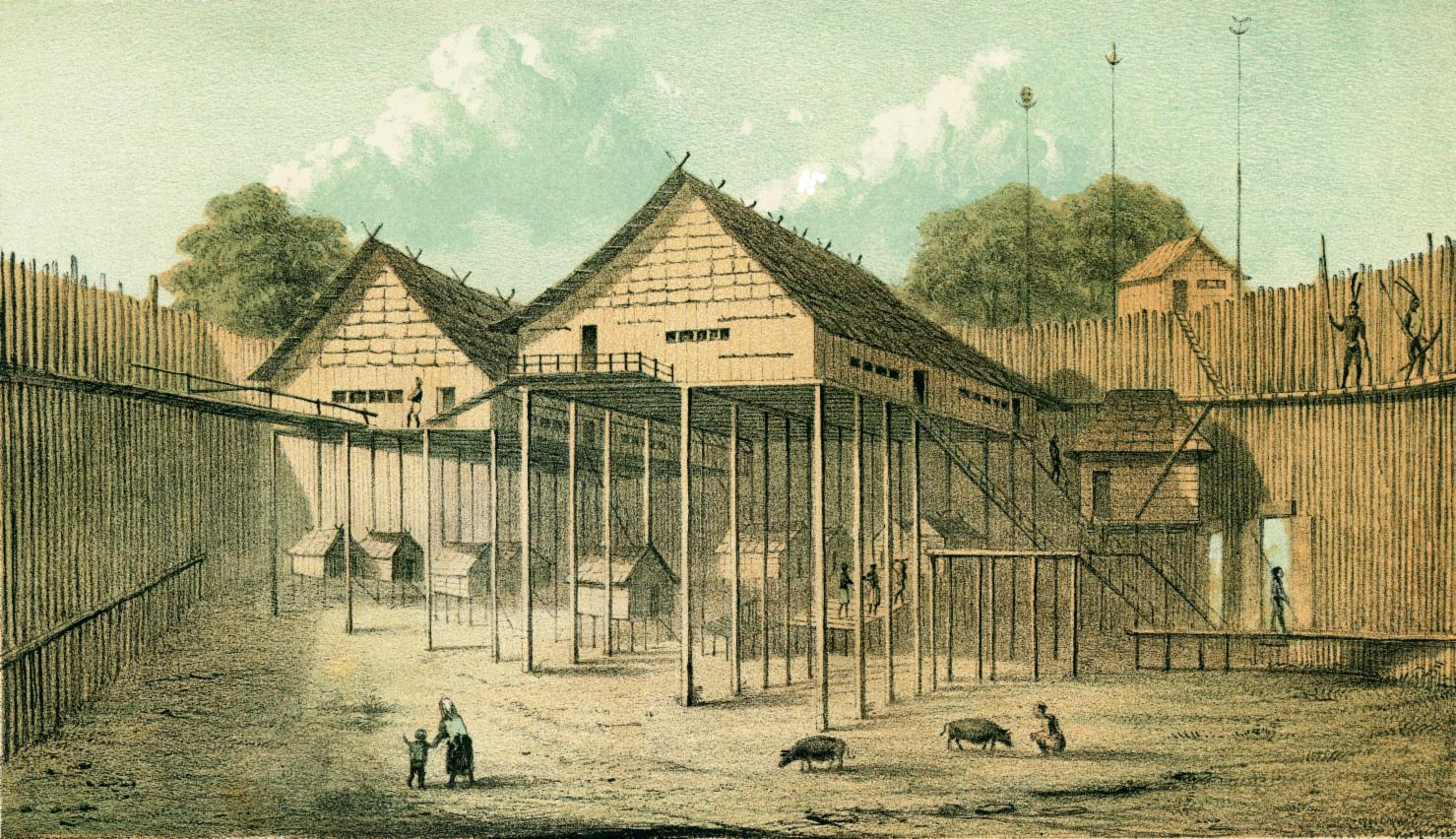
Ein dayakisches Dorf (Festung)
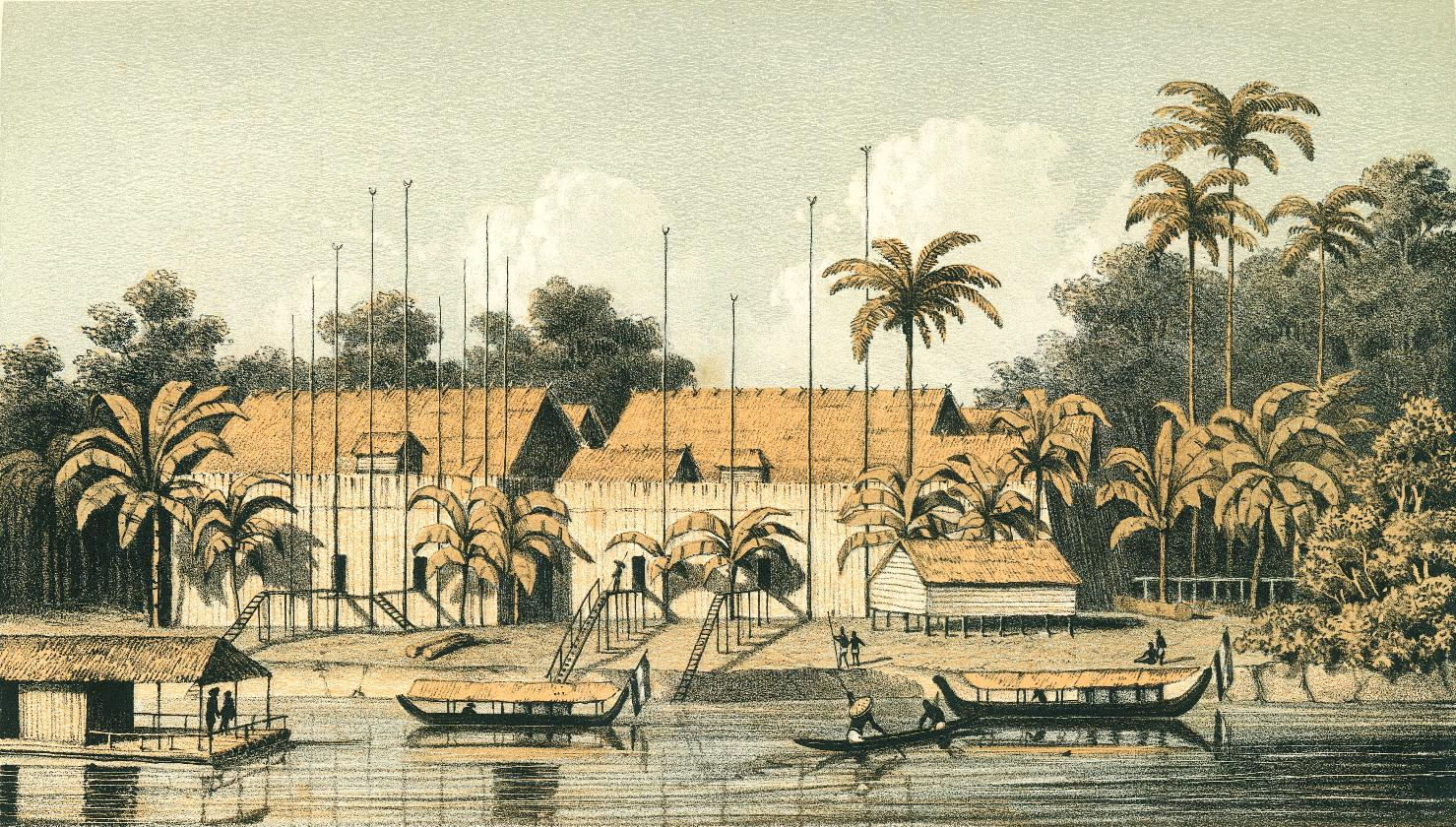
Kotta Baru am Kapuas Murung
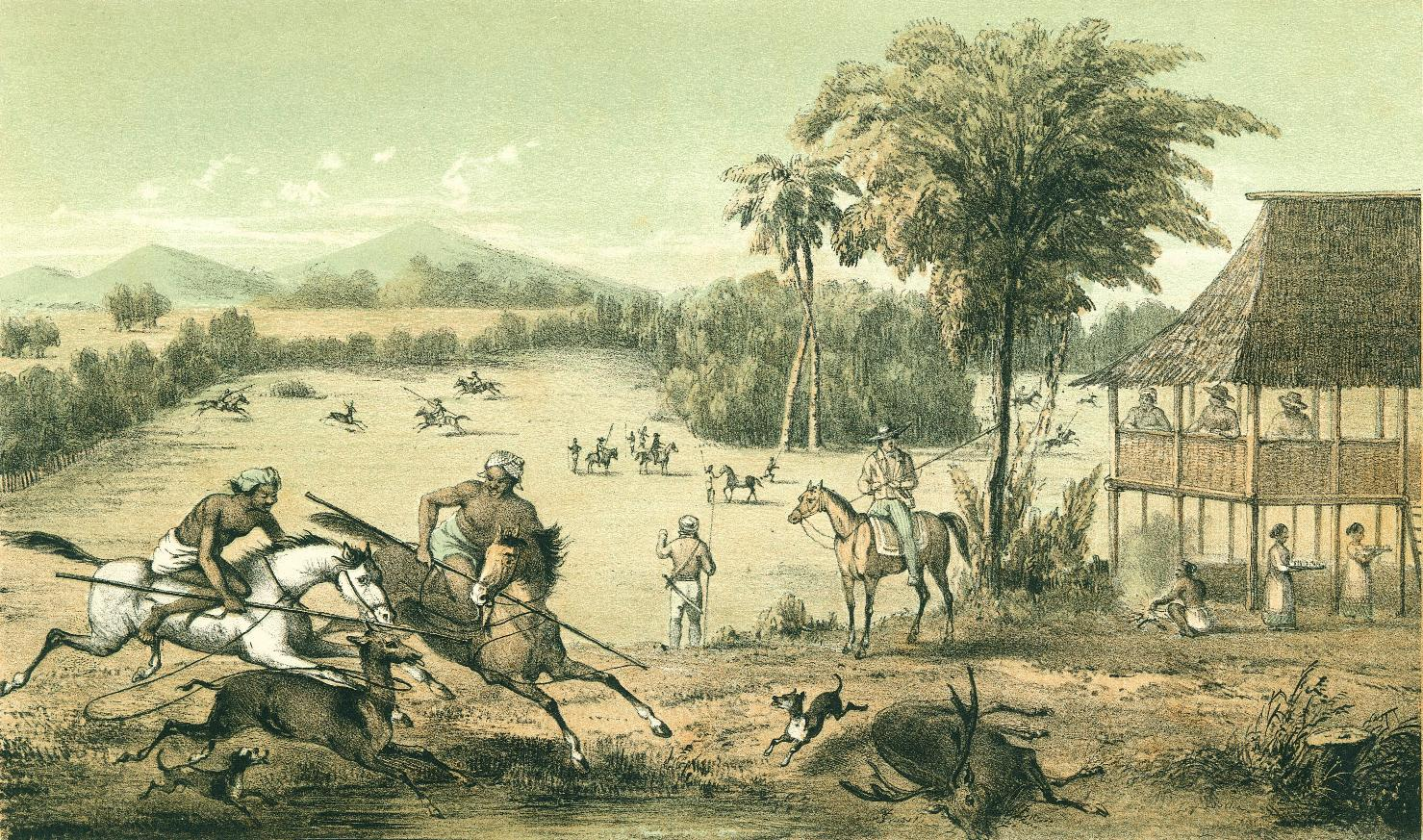
Eine Hirschjagd bei Martapura. Titelbild im ersten Band.
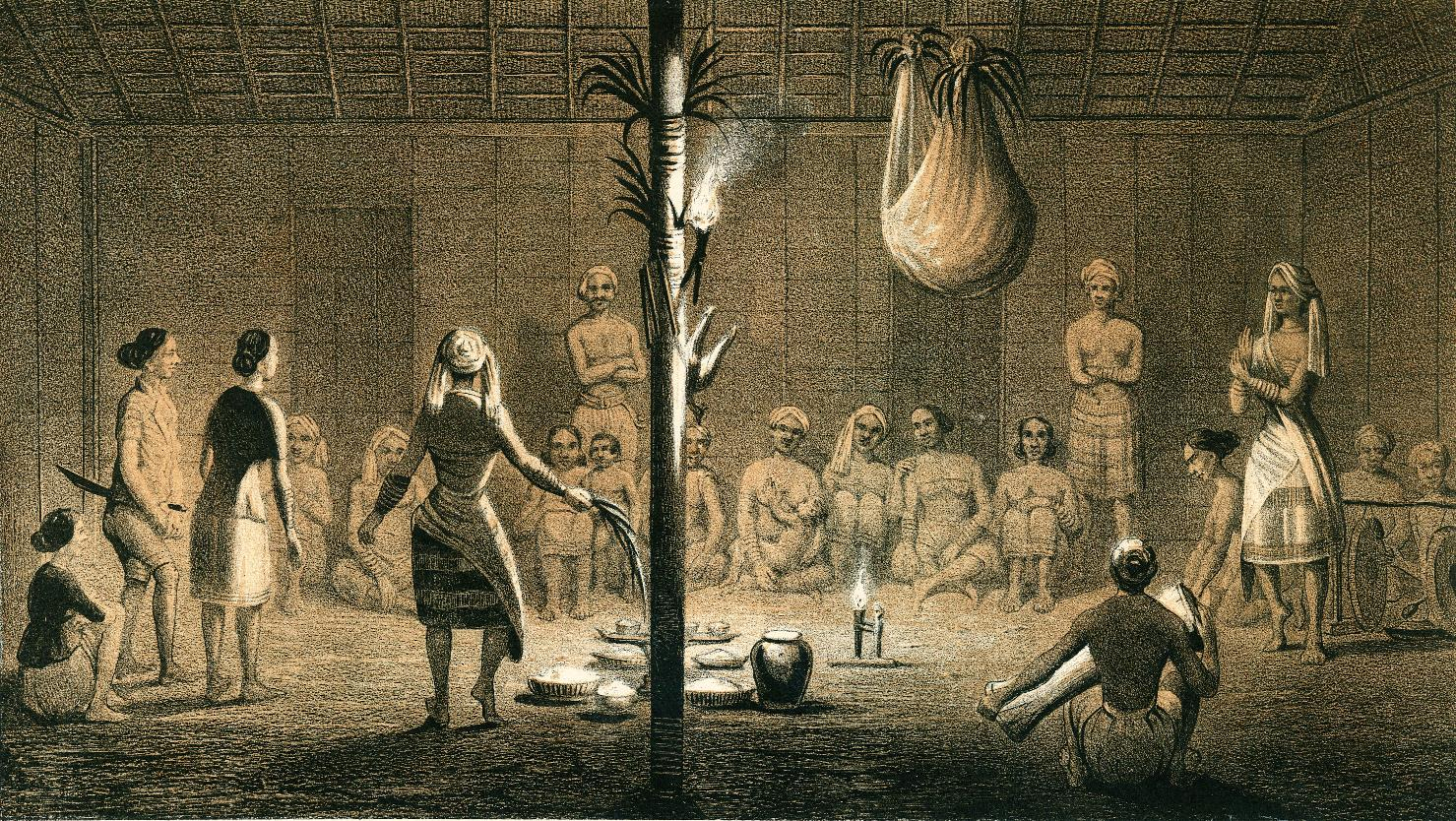
Ein Bilianfest der Dayak von Sungie Pattay im Jahre 1846
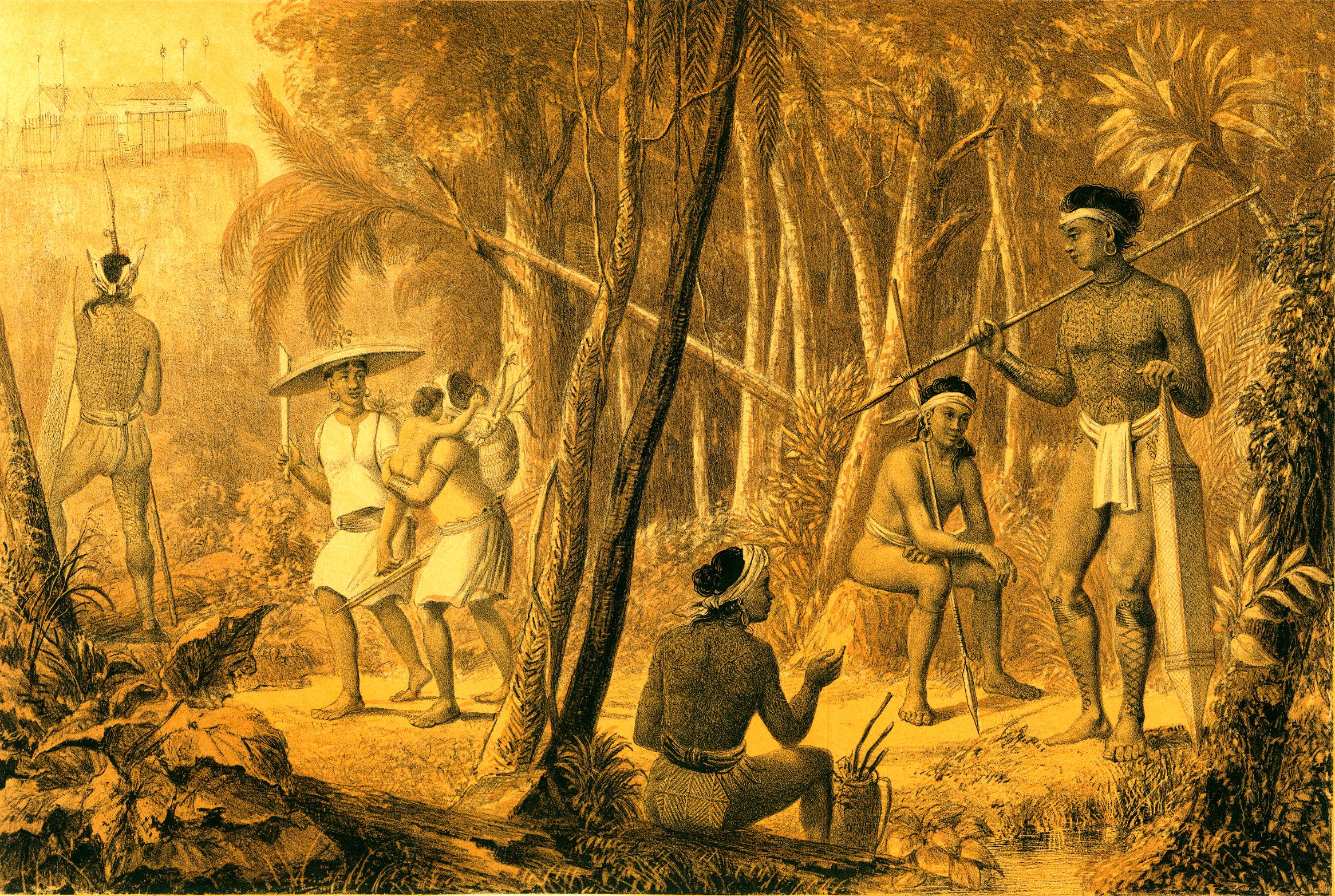
Ngadjus von Südborneo. Titelbild im zweiten Band.

## Ehrungen
- Schwaner-Gebirge auf Borneo (indonesischer Name: Pegunungan Schwaner).
- Karl-Schwaner-Straße in Mannheim